# Зимние Олимпийские игры 1976
XII зимние Олимпийские игры проводились в Инсбруке (Австрия).

## История
Первоначально Международный олимпийский комитет 12 мая 1970 года отдал право проведения игр американскому Денверу. Город опередил в третьем раунде голосования швейцарский Сьон. При этом Сьон лидировал после второго раунда (31-29), в котором выбыл финский Тампере. 
Однако на референдуме 7 ноября 1972 года жители Денвера проголосовали против финансовой поддержки Игр. Денвер официально отказался от проведения Игр 15 ноября 1972 года, это единственный в истории случай, когда город отказался от проведения уже полученных Олимпийских игр. 
МОК предложил провести Игры канадскому Уистлеру, но город также отказался. Американский Солт-Лейк-Сити предложил провести Игры у себя, но МОК 5 февраля 1973 года выбрал австрийский Инсбрук, незадолго перед этим принимавший зимние Олимпийские игры 1964 года, который согласился в короткие сроки подготовить и провести Олимпиаду.

### Страны-участницы
Самые большие делегации приехали на Игры из США (106 спортсменов) и СССР (79). Хозяева-австрийцы были представлены 77 спортсменами.
- Андорра (5)
- Аргентина (9)
- Австралия (7)
- Австрия (77)
- Бельгия (4)
- Болгария (29)
- Канада (59)
- Чили (5)
- Чехословакия (58)
- Финляндия (53)
- Франция (35)
- ГДР (59)
- ФРГ (71)
- Великобритания (42)
- Греция (4)
- Венгрия (3)
- Исландия (6)
- Иран (4)
- Италия (58)
- Япония (58)
- Республика Корея (3)
- Ливан (3)
- Лихтенштейн (9)
- Нидерланды (11)
- Новая Зеландия (5)
- Норвегия (42)
- Польша (56)
- Румыния (32)
- Сан-Марино (3)
- СССР (79)
- Испания (4)
- Швеция (39)
- Швейцария (59)
- Китайская Республика (6)
- Турция (9)
- США (106)
- Югославия (28)

### Результаты
| Общее количество медалей |                |        |         |        |       |
| №                        | Страна         | Золото | Серебро | Бронза | Всего |
| 1                        | СССР           | 13     | 6       | 8      | 27    |
| 2                        | ГДР            | 7      | 5       | 7      | 19    |
| 3                        | США            | 3      | 3       | 4      | 10    |
| 4                        | Норвегия       | 3      | 3       | 1      | 7     |
| 5                        | ФРГ            | 2      | 5       | 3      | 10    |
| 6                        | Финляндия      | 2      | 4       | 1      | 7     |
| 7                        | Австрия        | 2      | 2       | 2      | 6     |
| 8                        | Швейцария      | 1      | 3       | 1      | 5     |
| 9                        | Нидерланды     | 1      | 2       | 3      | 6     |
| 10                       | Италия         | 1      | 2       | 1      | 4     |
| 11                       | Канада         | 1      | 1       | 1      | 3     |
| 12                       | Великобритания | 1      | 0       | 0      | 1     |
| 13                       | Чехословакия   | 0      | 1       | 0      | 1     |
| 14                       | Лихтенштейн    | 0      | 0       | 2      | 2     |
| 15                       | Швеция         | 0      | 0       | 2      | 2     |
| 16                       | Франция        | 0      | 0       | 1      | 1     |
|                          | Всего          | 37     | 37      | 37     | 111   |

## Олимпиада в филателии

Почтовые марки СССР, 1976 год
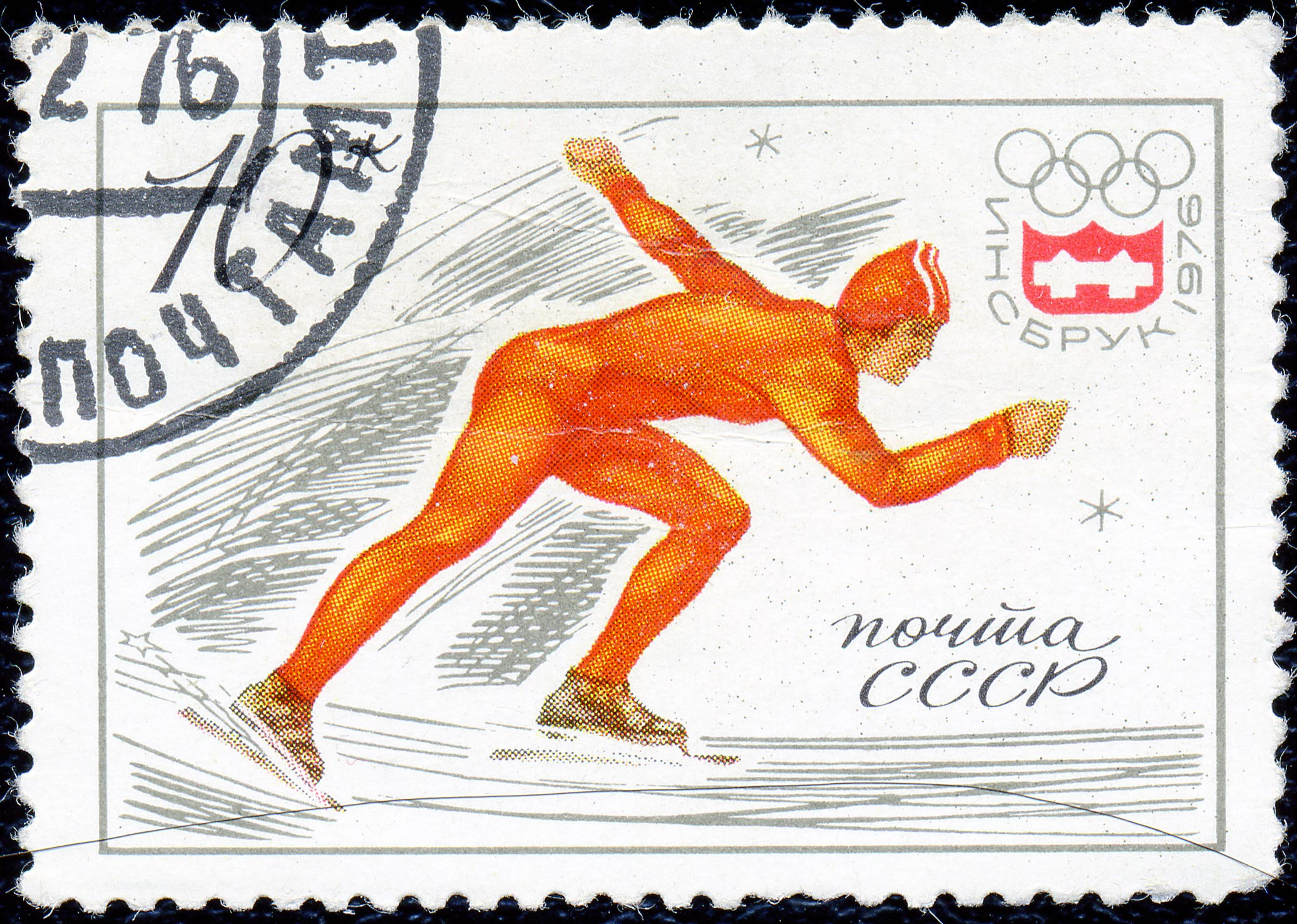
Конькобежный спорт
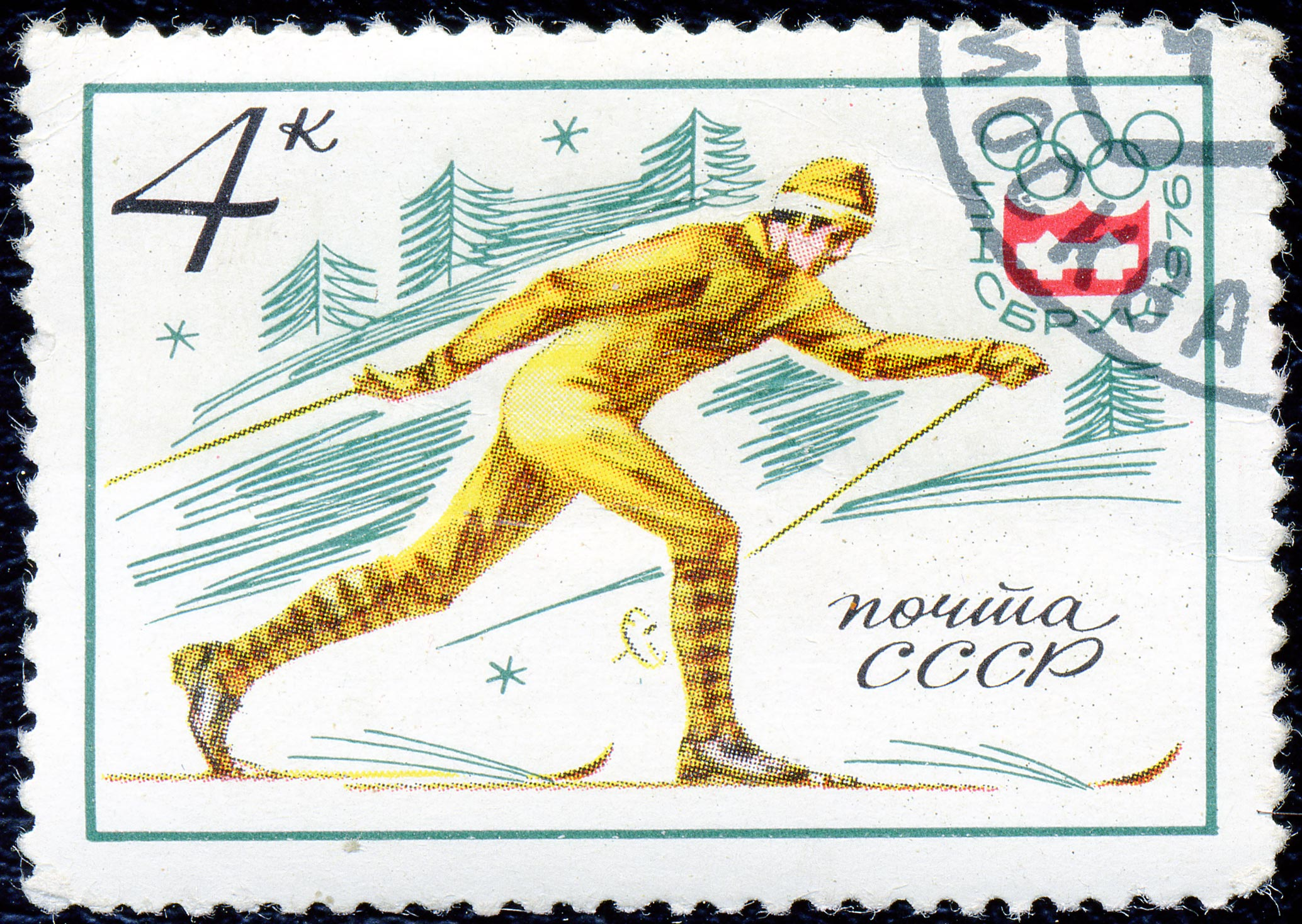
Лыжный спорт
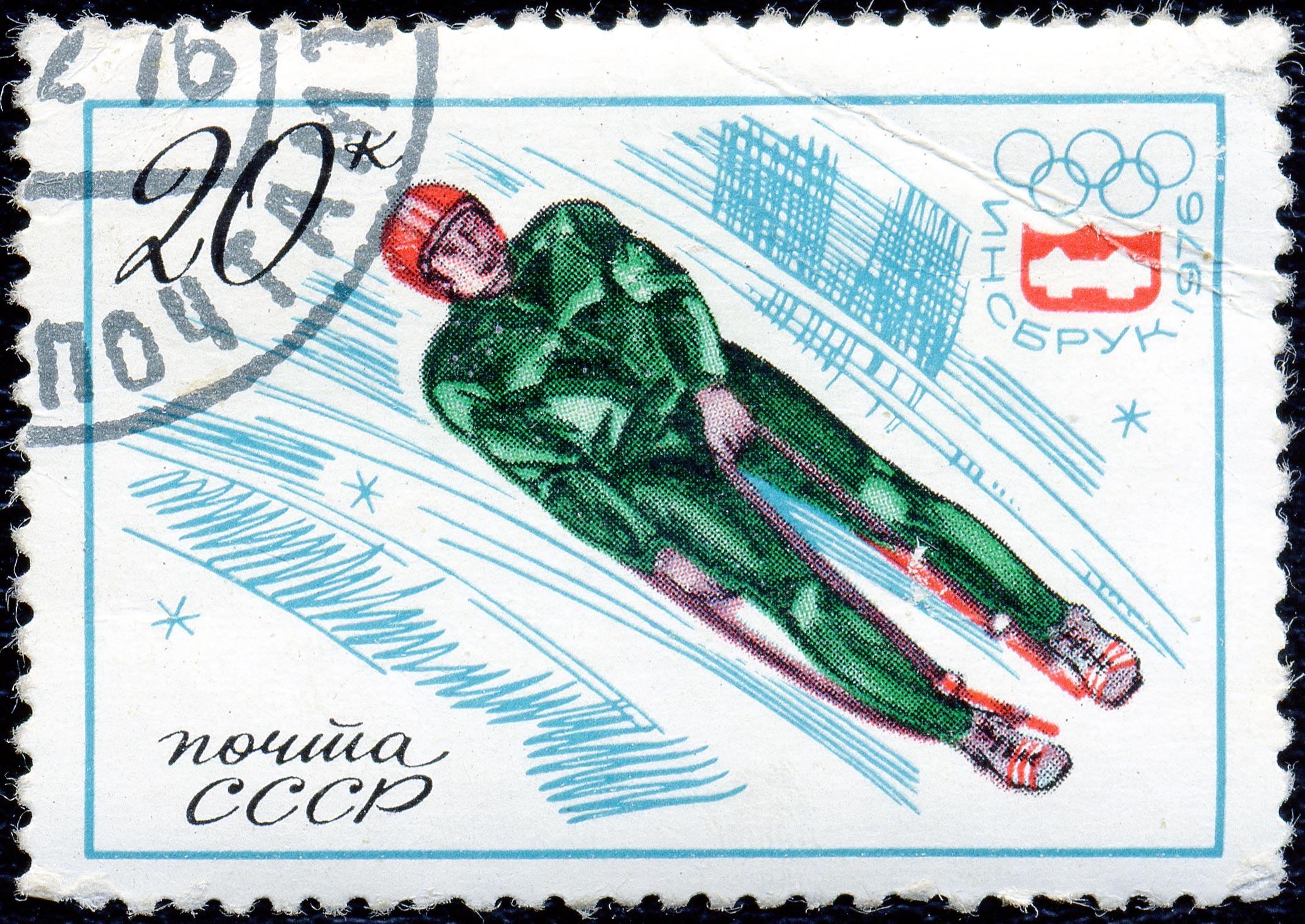
Санный спорт
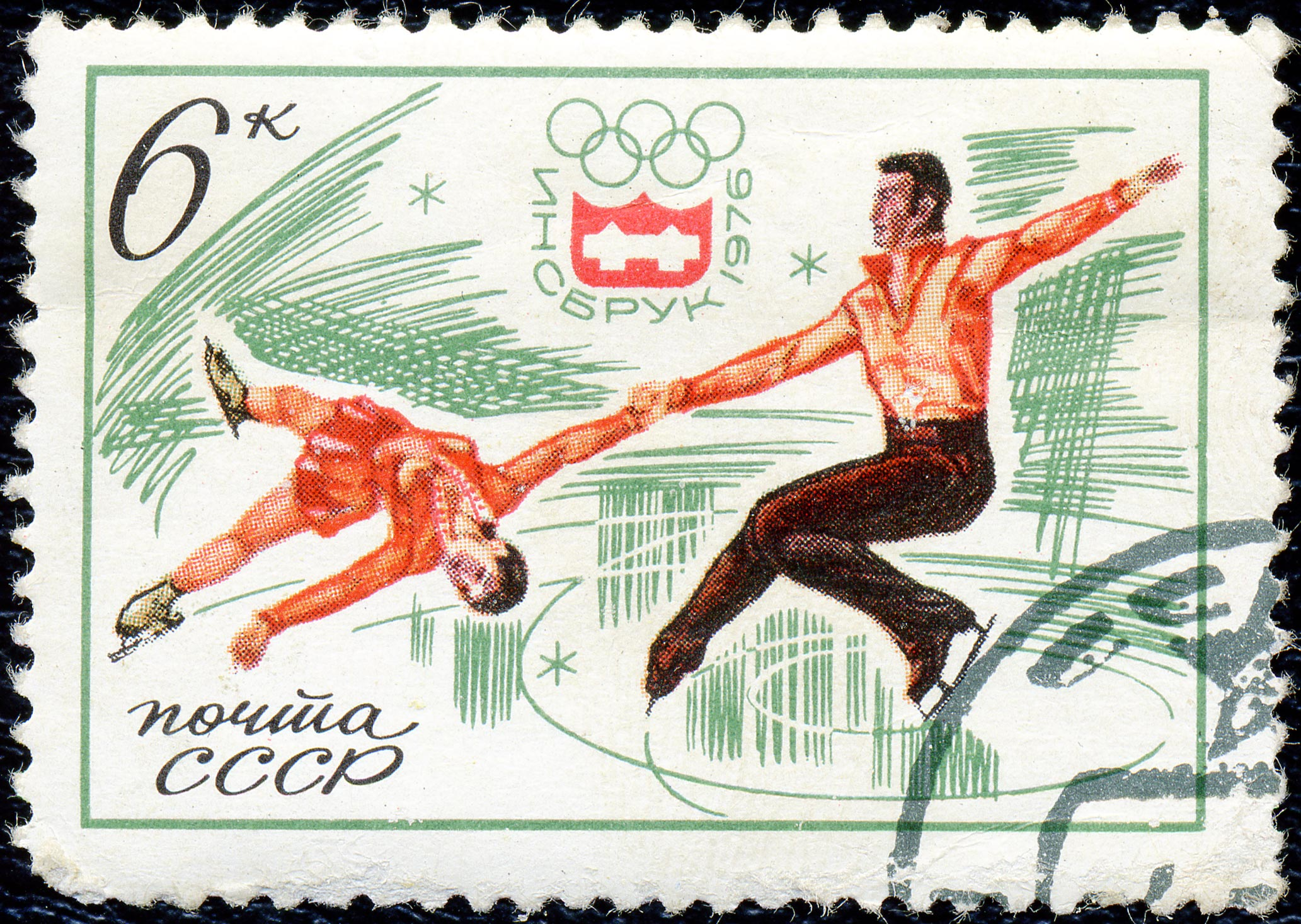
Фигурное катание
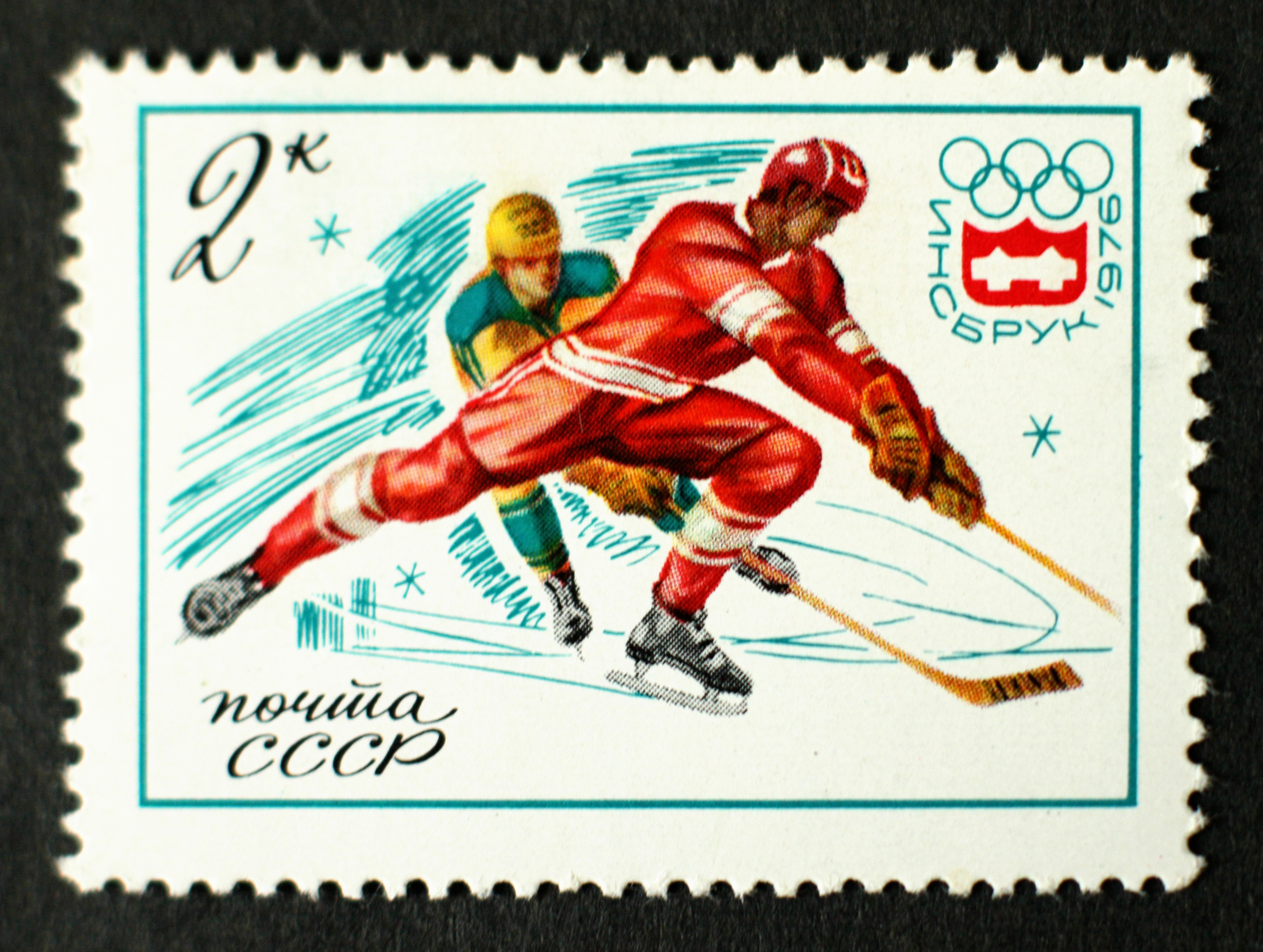
Хоккей
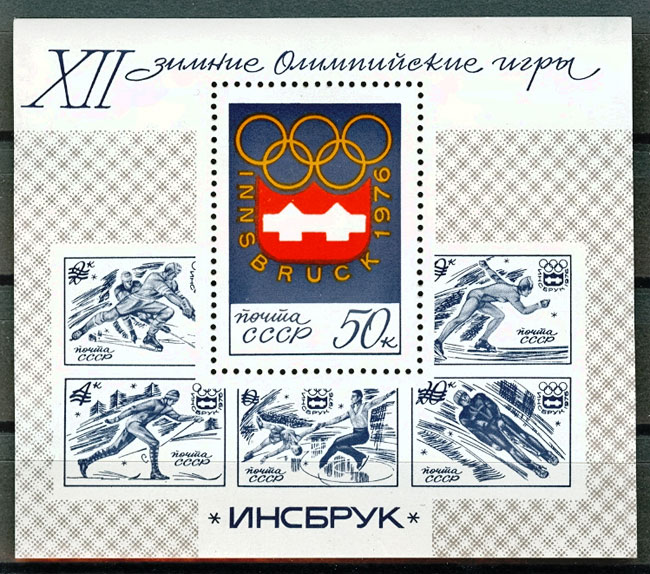
Почтовый блок.
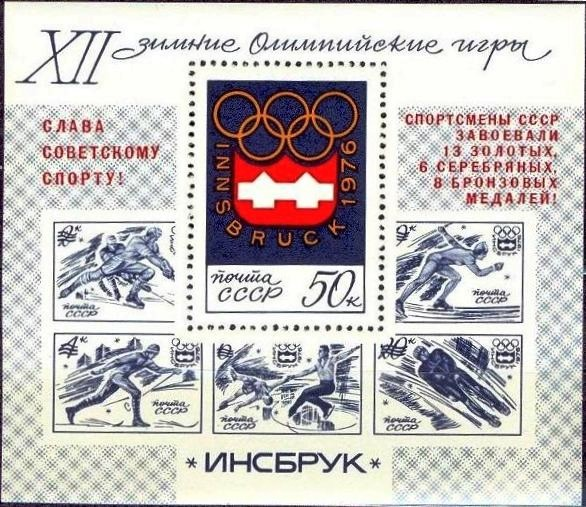
Почтовый блок СССР 1976 г. XII зимние Олимпийские игры. С надпечаткой.